# Willie Rosario
Pour les articles homonymes, voir Rosario (homonymie).
Willie Rosario , né le 6 mai 1924 à Coamo (Porto Rico),, est un musicien de salsa portoricain. Il est également connu sous le nom de Mister Afinque qui fut le premier a introduire le saxophone baryton pour donner une touche distinctive à sa musique. Bien qu'il soit un musicien reconnu, il est né dans un environnement marqué par deux légendes, Tito Puente et Tito Rodríguez, à la célèbre époque du Palladium. Cependant, avec discrétion, Rosario a trouvé de trouver son propre style. Il a également créé une école pour chanteurs.

## Biographie
Sous l'impulsion de sa mère, Rosario a commencé à étudier la guitare et le saxophone à l'âge de sept ans, mais il a de loin préféré jouer au baseball. Quand il avait 16 ans, sa famille a émigré à New York à la recherche de meilleures opportunités. Il étudie le journalisme et des relations publiques.
En allant voir jouer Tito Puente du timbal au Palladium Ballroom, il tombe amoureux de cet instrument et il apprend à en jouer avec Henry Adler. Il a commencé à étudier sérieusement les timbales et a travaillé avec divers chefs d'orchestre, dont Noro Morales, Aldemaro Romero et Johnny Sequí. Lorsque Sequí a décidé de retourner à Porto Rico, Rosario a organisé son propre groupe et a fait ses débuts avec eux en 1959 au Club Caborrojeño à New York et devient disc jockey sur radio WADO.
En 1962, il décroche un contrat avec la maison de disques Alegre Record Label.
Avec son groupe il réalise une grande tournée aux USA et en Amérique latine.  
Il fonde le Club Tropicana Club à New York avec Bobby Valentin.
Ont collaboré avec lui, entre autres, les chanteurs Bobby Valentin, Meñique, Gilberto Santa Rosa et Tony Vega et le pianiste Papo Lucca.
Il a reçu diverses récompenses dont un Grammy Award en 1987 avec l'album "Nueva Cosecha"  dans lequel chantent Gilberto Santa Rosa et Tony Vega, en compétition avec Mario Bauzá, Willie Colón et Rubén Blades. En 2002, son nom est inscrit dans l'International Latin Music Hall of Fame (Tableau d'honneur de la musique latine).
Sa chanson Let's Boogaloo figure sur la bande originale du film Blow (2001).
"La Esencia del Guaguancó" de Willie Rosario, comme son titre l'indique, n'est pas une salsa mais un guaguancó, connu aussi sous le nom de rumba cubaine,.
Il est le premier à avoir introduit le saxophone baryton pour donner une touche distinctive à sa musique. En observant Gerry Mulligan interprétant une Bossa Nova, il eut l’inspiration de reproduire des arrangements de piano et contrebasse issus du Mambo, mais avec plus de puissance. 
En mars 2000, Willie Rosario est honoré par le Sénat de Porto Rico pour ses 40 ans dans la musique.